# Angels Flight

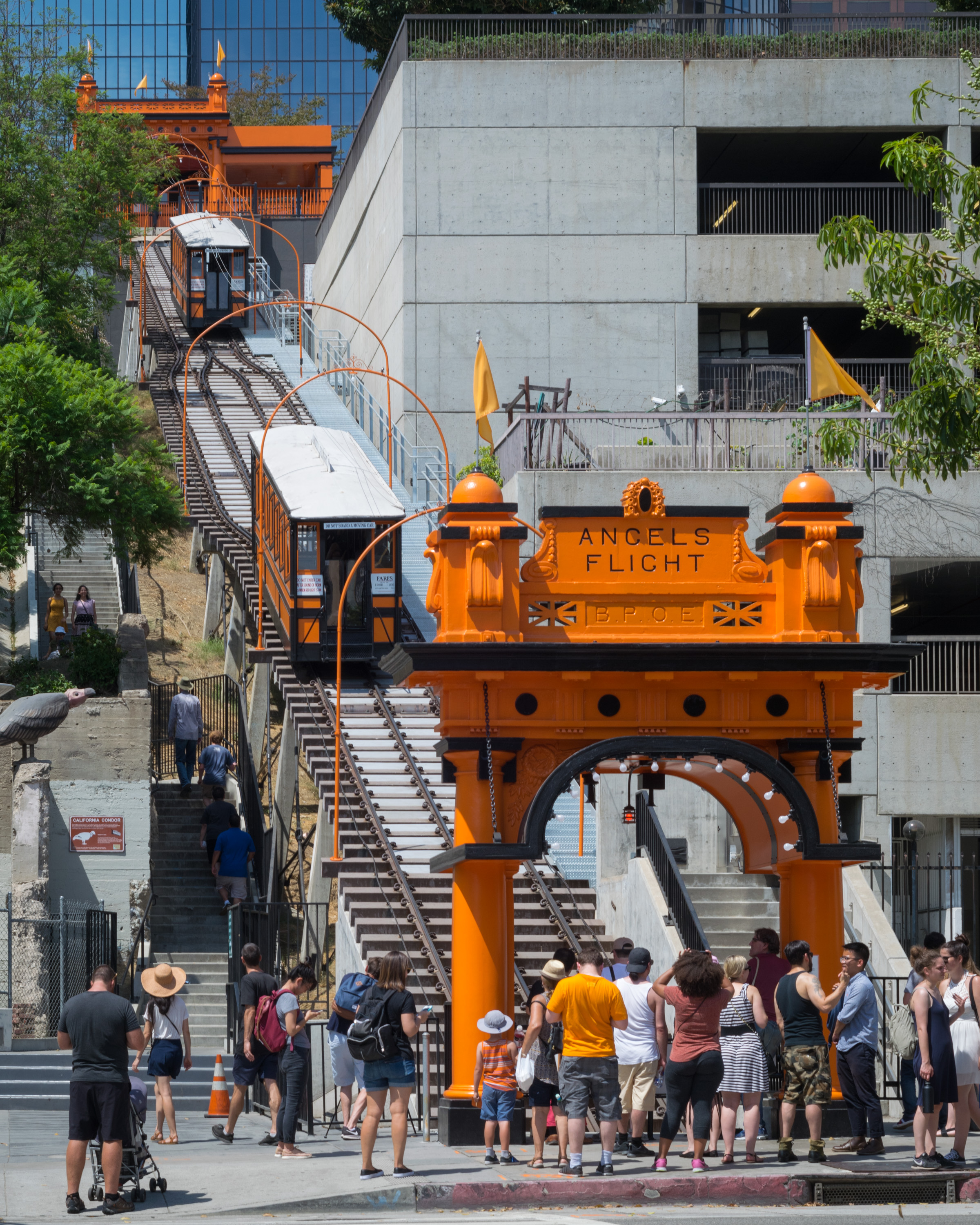
Nedre stationen, på Hill Street, 2017.

Angels flight är en bergbana i Downtown Los Angeles i USA. Banan är 91 meter lång, med en lutning på 33 % och en spårvidd på 762 mm, och sträcker sig från Hill Street till California Plaza. Den byggdes 1901 och låg då ett halvt kvarter söderut där den trafikerade gatorna Hill Street och Olive Street. År 1969 togs den ner och 1996 sattes den åter upp på sin nuvarande plats.
Den byggdes för att underlätta transport från det då fashionabla bostadsområdet uppe på Bunker Hill ner till affärsområdet vid foten. Efter återöppnandet har Angels Flight framförallt marknadsförts som en turistattraktion, men den används även av pendlare i finansdistriktet. Banan har två vagnar som är målade i orange med svarta detaljer och döpta till Sinai respektive Olivet efter två namngivna berg i Bibeln.

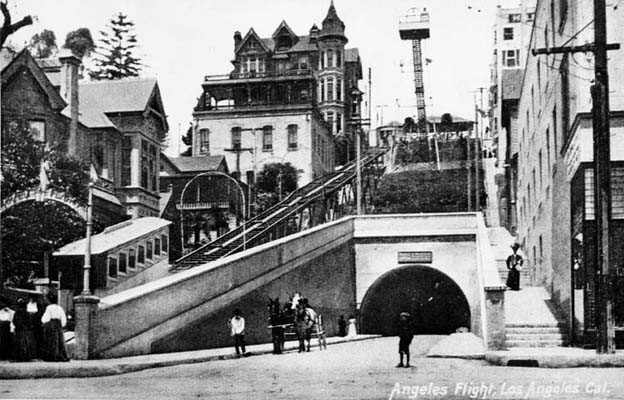
Angels Flight, 1903.

Efter en olycka med dödlig utgång 2001 var den avstängd till 2010. Staden Los Angeles gav dirigenten David Woodard i uppdrag att komponera och framföra en minnessvit, med titeln "An Elegy for Two Angels", för att hedra själva bergbanan.:125 Därefter inträffade två incidenter 2011 och 2013, där utredningen efter den senare åter ledde till att bergbanan stängdes. Den öppnades efter att säkerhetsbristerna åtgärdats 2017.
Angels Flight upptogs i National Register of Historic Places år 2000.